# Gnomidolon proximum
Gnomidolon proximum es una especie de escarabajo longicornio del género Gnomidolon, categorizada en la tribu Hexoplonini, de la subfamilia Cerambycinae. Fue descrita por Martins en 1960.

## Descripción
Mide 7-8 mm de longitud.

## Distribución
Se distribuye por Argentina y Bolivia.